# Miyagawa (Owari)
Pour l’article homonyme, voir Miyagawa.
 (février 2015).
Si vous disposez d'ouvrages ou d'articles de référence ou si vous connaissez des sites web de qualité traitant du thème abordé ici, merci de compléter l'article en donnant les références utiles à sa vérifiabilité et en les liant à la section « Notes et références ».
Miyagawa (宮川村, Miyagawa-mura), est un ancien village de l'ancienne province d'Owari (préfecture d'Aichi depuis la fin du XIXe siècle).

## Culture locale et patrimoine

### Personnalités liées à la commune
Miyagawa Chōshun (宮川長春) (1683 – 1753), un peintre d'estampes de style ukiyo-e, est né à Miyagawa. Son patronyme est le même que le nom du village.
L'école Miyagawa (宮川派) d'ukiyo-e fondé par ce dernier dans ce village.

## À voir aussi